# Couronne norvégienne
Pour les articles homonymes, voir Krone.
La couronne norvégienne (norvégien : norsk krone ; symbole : kr ; code ISO 4217 : NOK) est la monnaie nationale du royaume de Norvège depuis son indépendance en 1905. La couronne est divisée en 100 øre.

## Histoire
Alors que la Norvège était unie au royaume de Suède, le gouvernement norvégien décide, par un acte monétaire du 4 juin 1873, la création d'une nouvelle unité monétaire, la Couronne (krone) et sa division (øre), en parallèle aux monnaies en circulation, speciedaler et skilling. Par la loi du 17 avril 1875, la couronne norvégienne remplace les anciennes unités et prépare ainsi l'entrée du royaume de Norvège (Kongeriket Norge) dans l'Union monétaire scandinave (Skandinaviske myntunion), créée le 5 mai 1873 par les royaumes de Suède et de Danemark. En 1887 apparaît la première série (I) de billets de banque et de pièces de monnaie en couronnes norvégiennes.
Lorsqu'en 1905 la Norvège devient indépendante, elle conserve son unité monétaire, mais remplace sa série I de billets par une nouvelle série (II) qui ne sera démonétisée qu'après la Seconde Guerre mondiale. L'Union monétaire scandinave, moribonde après le premier conflit mondial, ne sera définitivement abrogée qu'en 1972.
En septembre 1945, une réforme monétaire est mise en place pour récupérer le nombre important de billets mis en circulation par les autorités allemandes d'occupation et empêcher ainsi l'inflation.
En 1946, la Norvège intègre l'ensemble mis en place par les accords de Bretton Woods de taux d'échange fixe (1 GBP = 20 NOK et 1 USD = 4,03 NOK). Après leur dissolution, en 1971, la couronne norvégienne commence à flotter après une légère dévaluation.
En 1972, la Norvège entre dans le serpent européen. En 1978, la Norvège quitte le Système européen et laisse flotter sa monnaie. De 1990 à 1992, la couronne est liée à l'ECU, puis flotte à nouveau.
En 2003, la Monnaie royale norvégienne est revendue à la Monnaie de Finlande et devient la Monnaie norvégienne (Norske Myntverket).
Le 1er mai 2012, la dernière pièce en øre, la pièce de 50 øre, est retirée de la circulation . En conséquence un paiement en liquide est désormais arrondi à la couronne.

## Pièces de monnaie
L'insigne de la Monnaie norvégienne, un marteau de mineur, est frappé sur toutes les pièces.

## Billets de banque
Les billets et les pièces sont émis par la Banque de Norvège (Norges Bank).
Les billets de la série VII sont en circulation :
- 1000-krones (Edvard Munch), en cours depuis le 19 juin 2001
- 500-krone (Sigrid Undset), en cours depuis le 7 juin 1999
- 200-krone (Kristian Birkeland), en cours depuis 1994
- 100-krone (Kirsten Flagstad), en cours depuis le 15 septembre 1997
- 50-krone (Peter Christen Asbjørnsen), en cours depuis 20 février 1997

## Taux de change
La couronne norvégienne est une monnaie fortement influencée par le cours mondial du pétrole en raison de sa forte exportation de cette matière première. Exemple de la cotation EUR/NOK et NOK/EUR (13 novembre 2013) : 
1 € = 9,63 kr, 1 kr = 0,103 883 €.

## Caractéristiques
La couronne norvégienne fait partie de ce que l'on appelle les monnaies matières premières, c'est-à-dire des monnaies de pays dont les exportations de matières premières représentent une très grosse partie de l'économie. Le dollar australien, le rouble russe ou le dollar canadien sont également des monnaies matières premières. La couronne norvégienne est notamment liée aux importantes quantités de pétrole que le pays exporte vers le reste de l'Europe et les États-Unis. Si le prix du baril augmente, la couronne norvégienne s'apprécie vis-à-vis du dollar américain et l'euro, et inversement.